# Spaltschlüpfer
Nach der Art, wie Fliegen aus ihren alten Puppenhüllen schlüpfen, gliedert man sie in die Untergruppen der Spaltschlüpfer (Orthorrhapha, aus griechisch ὀρθός orthos „gerade, aufrecht stehend“ und ῥαφή raphe „Naht“) und Deckelschlüpfer (Cyclorrhapha). Die Spaltschlüpfer schlüpfen durch einen Längsspalt oder T-förmigen Spalt aus ihren Mumienpuppen, ähnlich wie die Mücken. Auch in anderer Hinsicht nimmt diese ursprünglichere Gruppe der Fliegen eine Zwischenstellung zu den Mücken ein, so besitzen sie eine weniger stark reduzierte Flügeladerung und meist kräftige Fühler mit einem relativ langen und oft geringelten dritten Glied.
Die bekanntesten Familien der Spaltschlüpfer sind die Bremsen, Raubfliegen, Wollschweber, Tanzfliegen und Schnepfenfliegen.
Die Spaltschlüpfer (Orthorrhapha) umfassen nach heutigem Stand die Teilordnungen Asilomorpha, Stratiomyomorpha, Tabanomorpha, Vermileonomorpha und Xylophagomorpha (siehe Systematik der Zweiflügler).